# Campionati Internazionali di Sicilia 1988
I Campionati Internazionali di Sicilia 1988 sono stati un torneo di tennis giocato sulla terra rossa. È stata la 9ª edizione dei Campionati Internazionali di Sicilia, che fanno parte del Nabisco Grand Prix 1988. Si sono giocati a Palermo in Italia, dal 26 settembre al 2 ottobre 1988.

## Campioni

### Singolare
Mats Wilander ha battuto in finale  Kent Carlsson con il punteggio di 6–1, 3–6, 6–4

### Doppio
Carlos Di Laura /  Marcelo Filippini hanno battuto in finale  Alberto Mancini /  Christian Miniussi con il punteggio di 6–2, 6–0